# Massís de Brandberg
Brandberg (Damara: Dâures; Herero: Omukuruvaro) és la muntanya més alta de Namíbia.
El massís de Brandberg està localitzat a l'antiga Damaralàndia, ara Erongo, al nord-oest del desert del Namib, prop de la costa. Cobreix una àrea d'aproximadament 650 quilòmetres quadrats. El seu punt més alt és el Königstein (o "Pedra del Rei" en alemany) a 2.573 m sobre el nivell del mar, a 1.800 m per sobre de les planes llises de grava del Namib, quan fa bon temps 'el Brandberg' pot ser vist des d'una gran distància.
Hi ha diverses rutes que condueixen al cim, la més fàcil (però també la més abrupta) és remuntant la vall del riu Ga’aseb, però també hi ha altres rutes com les valls d'Hungurob i del riu Tsisab.
L'assentament més proper és el poblat miner d'Uis, situat a uns 30 quilòmetres de la muntanya.

L'àrea central, de 450 quilòmetres quadrats, va ser declarat Monument Nacional el 1951.

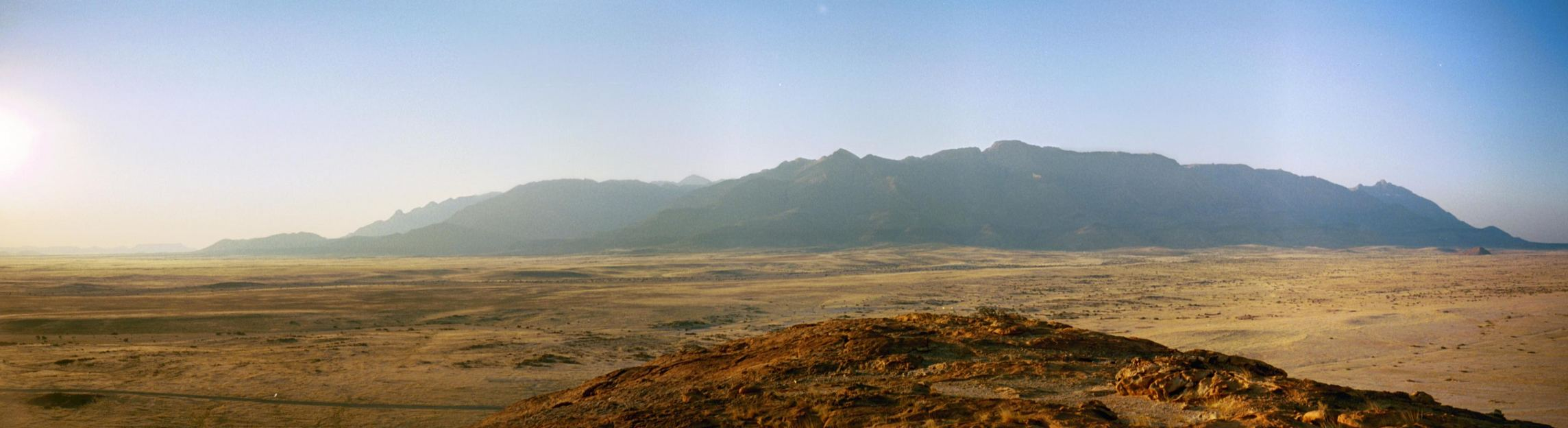
El massís Brandberg vist des del sud a la posta del sol.

## Origen del Nom
El nom Brandberg significa 'Muntanya de Foc' en afrikáans, alemany i neerlandès, que prové del resplendent color que es pot veure a la posta del sol. El nom d'aquesta muntanya per al poble Damara és Dâures, que significa 'Muntanya Ardent', mentre que el nom herero per a la muntanya és Omukuruvaro que significa la 'Muntanya dels Déus'.

## Geologia
El massís Brandberg o la Intrusió Brandberg correspon a una intrusió granítica, que forma un massís amb forma de dom. Es va originar en l'era Cretàcica primerenca que va permetre el sorgiment del Rif de l'oceà Atlàntic Sud. Sota la tècnica de datació d'Argón-argón, correspon a una edat entre els 132 i 130 milions d'anys.
La roca plutònica dominant és homogènia de gra mitjà. A l'interior oest del massís (Naib Gorge), un cos de 2 quilòmetres de diàmetre amb piroxè es troba monzonita. Les roques més joves es troben en estrats creuats de granit arfvedsonita a la perifèria del Massís Brandberg que aflora a la vall d'Amis. El granit arfvedsonita conté minerals rics en elements rars a la terra tals com Piroclor i Bastnasita. Restes de roques volcàniques del Cretàcic es troben preservades a l'aresta dels marges oest i sud del massís. El seu angle d'inclinació incrementa fins on els sediments de la roca mare es troben amb el granit formant una bretxa magmàtica. Els orígens dels magmes que van formar la intrusió Brandberg estan relacionats amb la ubicació del mantell de la deriva del magma basáltic durant el trencament continental que va deixar una mescla parcial de roques corticals resultant un híbrid de magma granític. L'erosió subsecuent va treure la roca de la capa superior. La datació per empremtes de fissió de l'Apatita indica aproximadament 5 quilòmetres de denudació entre 80 i 60 milions d'anys.

Està associat al Complex Doros.

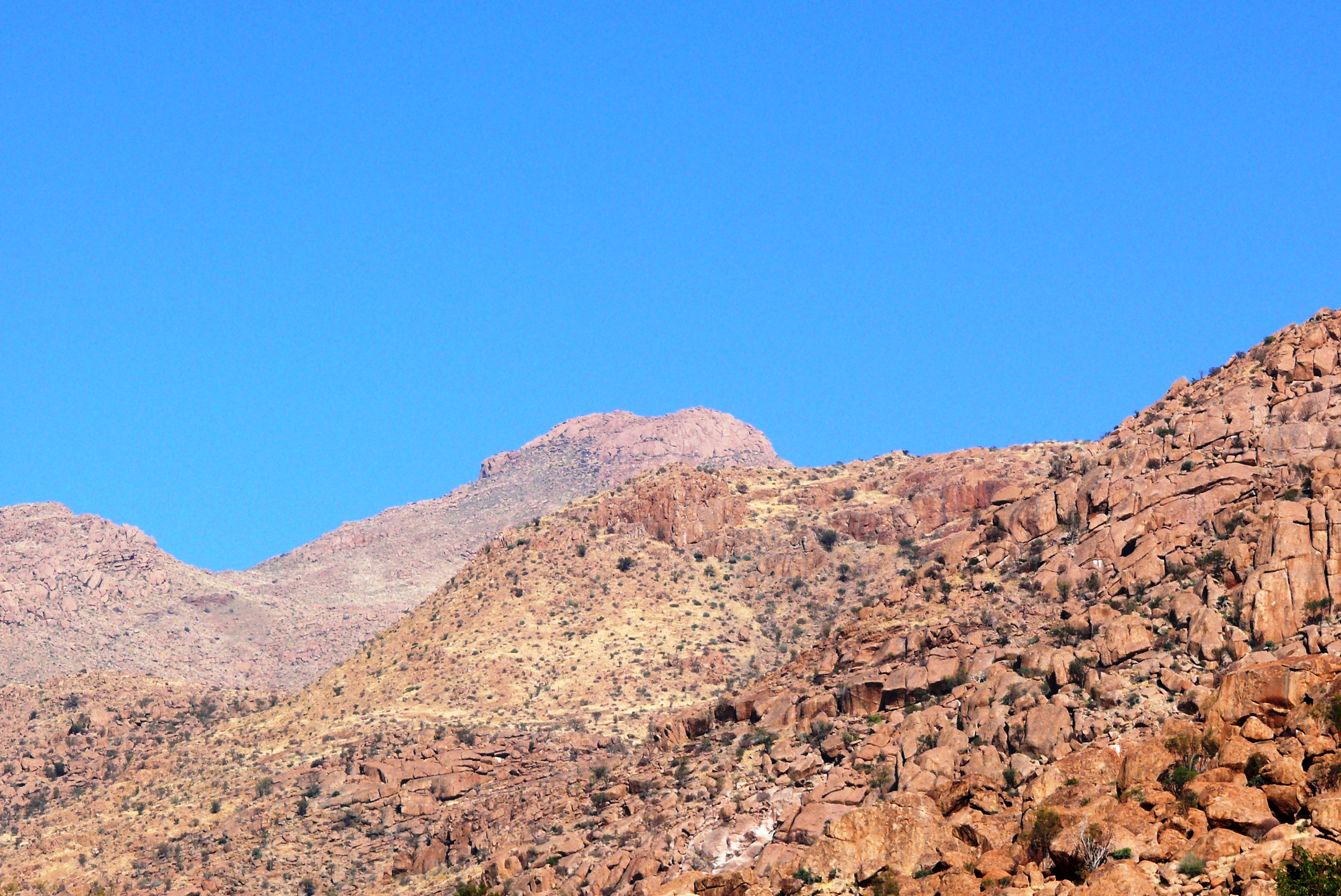
El Königstein, és el punt més alt de la Muntanya Brandberg
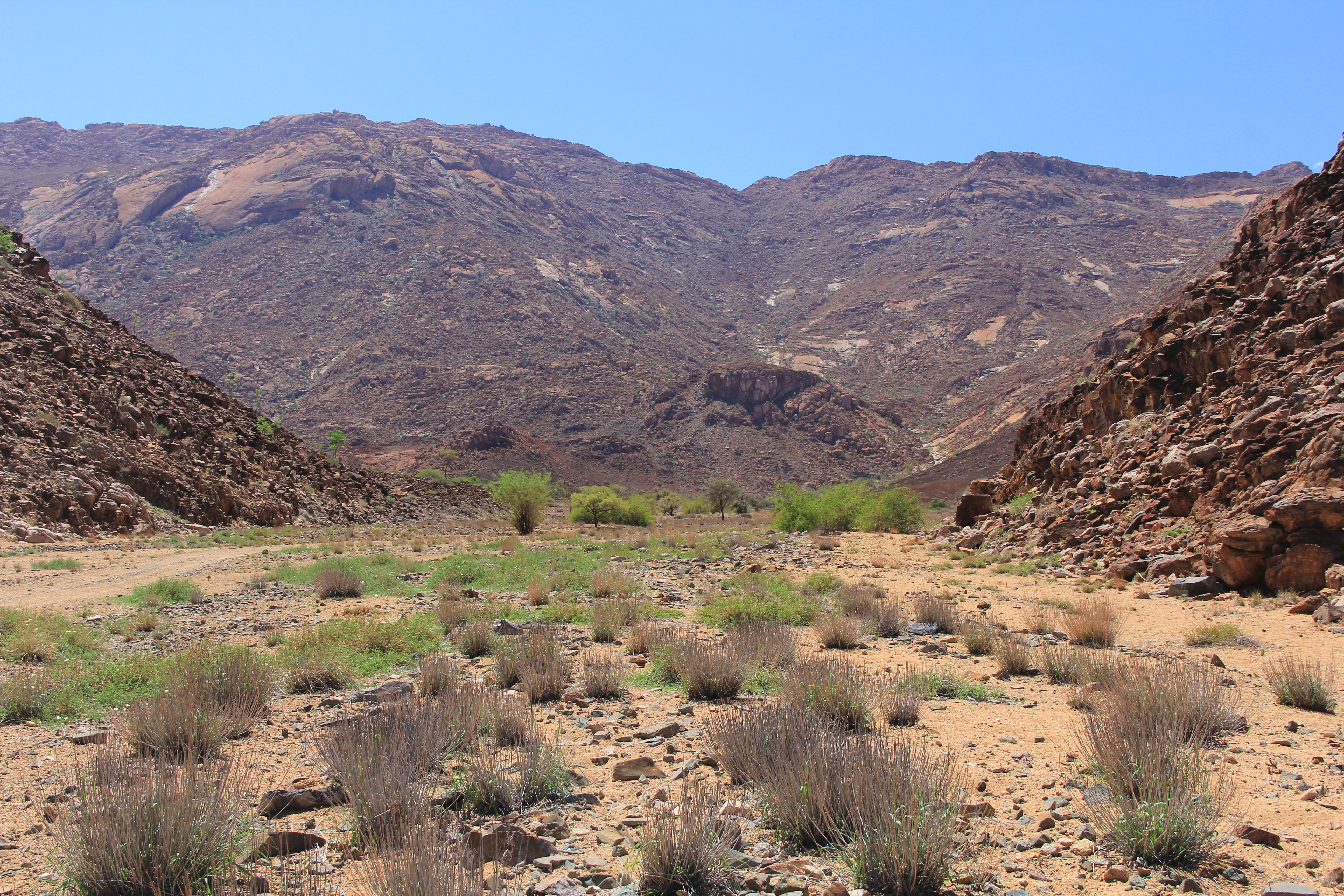
El congost Amis
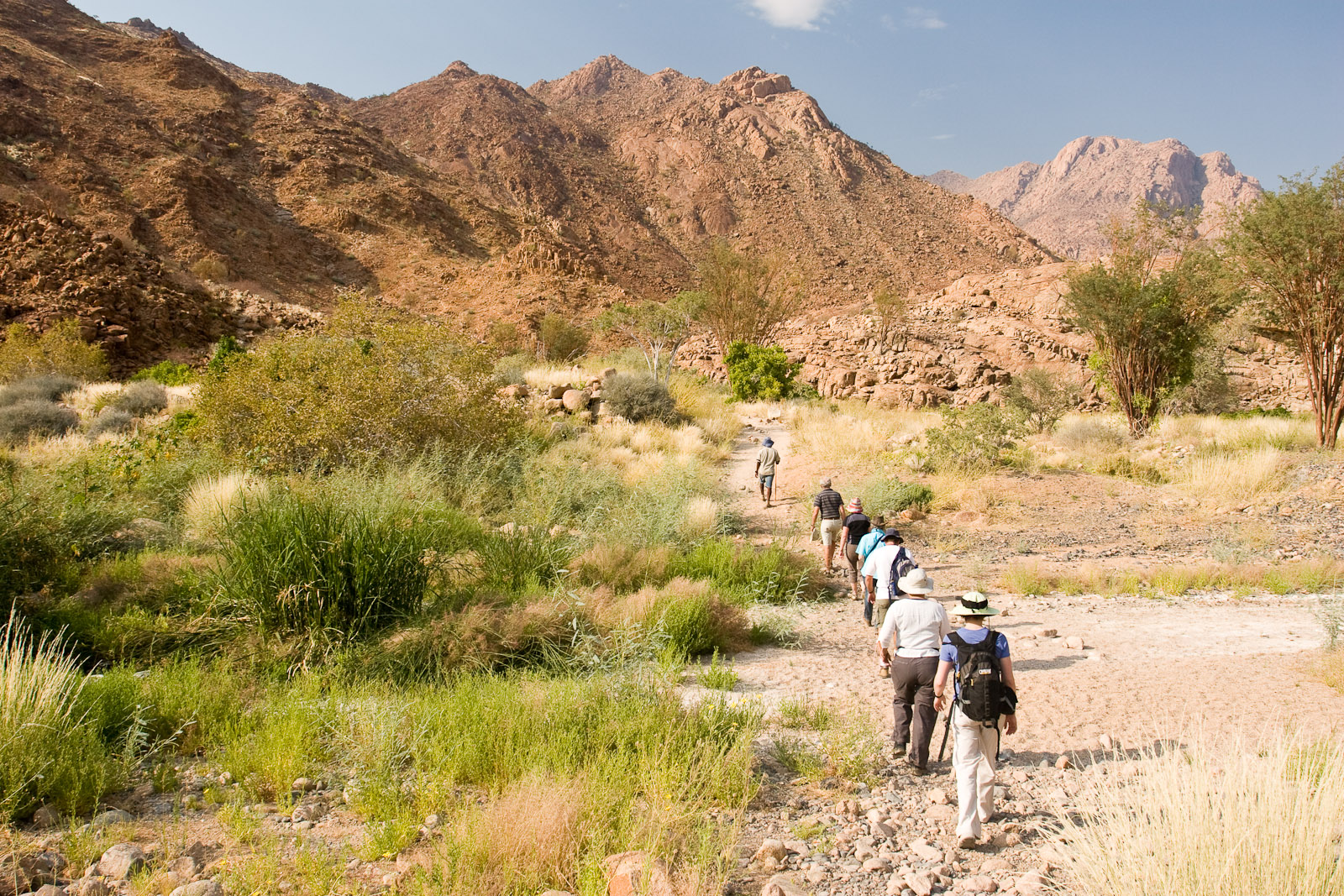
Senderisme a Brandberg, prop d'Uri cap a les pintures de la Dama de Blanc

## Pictografies

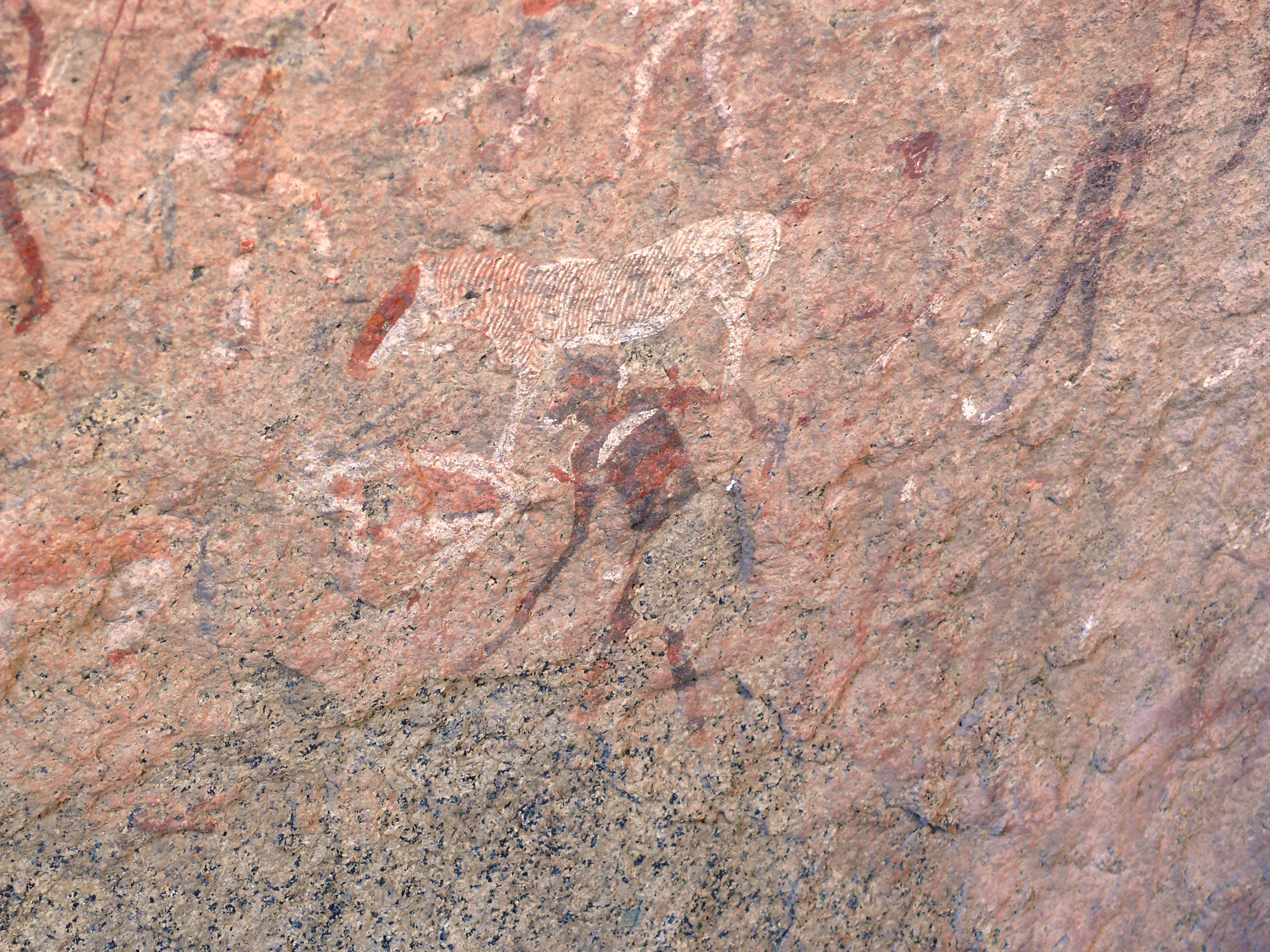
Imatge humana al costat d'un Cuága, espècie extinta, prop de la Dama de Blanc a Brandberg

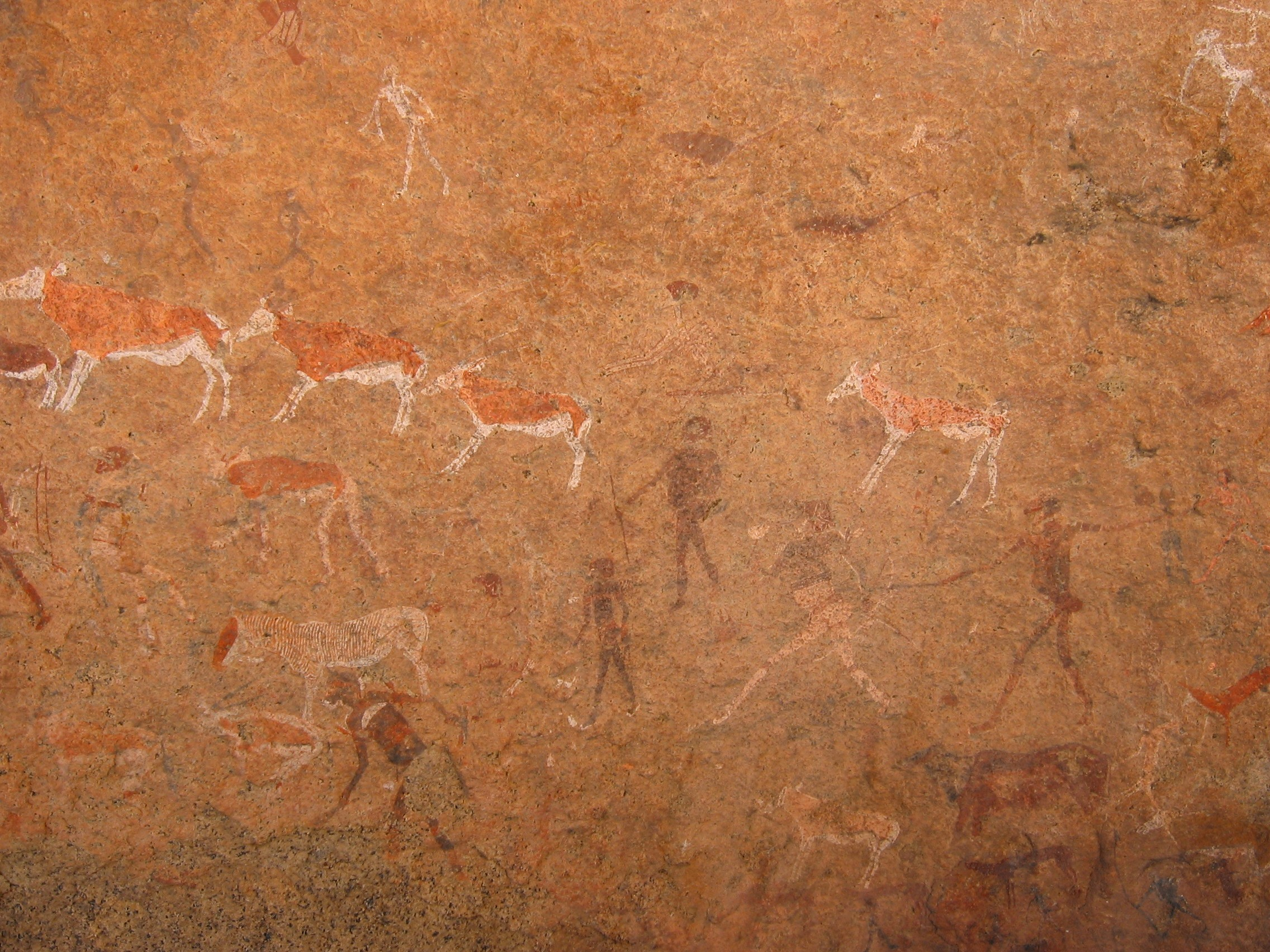
La Dama de Blanc (centre-dreta)

Brandberg és un lloc espiritual de gran significat per a les tribus San (Bosquimans). La gran atracció turística és la Dama de Blanc, que es troba a la superfície d'una roca al costat d'altres obres d'art, sota un petit ràfec rocós al barranc de Tsisab, als peus de la muntanya. El barranc té més de 1.000 ràfecs rocosos i més de 45.000 pintures rupestres identificades.
Per arribar a la Dama de Blanc cal fer una caminada d'uns 40 minuts sobre un terreny agrest, al llarg d'antics cursos d'aigua que enfilen la muntanya. Les parts més altes de la muntanya contenen centenars de pictografíes, moltes de les quals han estat laboriosament documentades per Harald Pager, qui va fer milers de còpies a mà. El treball de Pager va ser pòstumament publicat per l'Institut Heinrich Barth, en una sèrie de sis volums "Pintures rupestres de l'alt Brandberd"(Rock Paintings of the Upper Brandberg) editat per Tilman Lenssen-Erz.

## Vida Silvestre
Brandberg és també la llar d'una interessant flora del desert. Damaraland és conegut pels seus grotescos aloes i euforbies i la regió al voltant de la muntanya no és una excepció. L'àrea té moltes plantes i arbres amb una aparença alienígena, degut en part a les extremes condicions climàtiques.
Aquesta àrea està deshabitada i salvatge, és molt àrida i trobar aigua pot ser molt difícil i fins i tot impossible. Les temperatures a l'estiu arriben normalment sobre els 40° Celsius.
Malgrat això, l'àrea del Brandberg és la llar d'una gran diversitat de vida silvestre. El nombre d'animals és reduït perquè aquest medi ambient no pot suportar grans poblacions. De tota manera, moltes de les espècies del desert que es troben a Namíbia hi són presents i molts dels visitants de l'àrea podrien albirar un elefant del desert o la presència de rinoceronts negres.
L'any 2001 es va descobrir en aquestes muntanyes un nou insecte del tàxon Mantophasmatidae (llagosta).
La fauna d'escorpins en el massís de Brandberg és probablement el més ric al sud d'Àfrica.

## Flora de Namíbia
El massís Brandbergh es troba dins de la regió florística Karroo-Namib i també alguns membres de la flora del Cap es troben aquí representats.
Una llista amb 357 espècies va ser publicada l'any 1974 pel botànic suec Rune Bertil Nordenstam, establint que 11 tàxons són endèmics de Brandberg, i a més amb 28 espècies endèmiques deldesert Kaoko. Un grup important i significatiu d'espècies estan desconnectades amb la regió florística Karroo-Namib situada més al sud i la part àrida del nord-est d'Àfrica. Això semblen ser les restes d'un hipotètic corredor àrid que uniria les dues àrees.
Espècies més destacades
- Aloe dichotoma és un dels arbres més coneguts de Namíbia i una de les més grans suculentes en aquest massís, excedint els 5 metres d'altura. Es troben rarment alguns exemplars a la part superior dels vessants que donen al sud.
- Cyphostemma currorii és una altra de les grans suculentes anomenada 'arbre de la mantega', pertany a la família dels raïms i es troba disseminada a la muntanya.
- Myrothamnus flabellifolius és l'anomenat 'arbust de la resurrecció' per la velocitat amb què reviuen les fulles aparentment mortes quan arriben les pluges. Comú als vessants més alts i amb usos medicinals tant en enfusions com mastegada com fumada.
- Olea europaea subsp. africana. Anomenada també 'olivera africana' o 'olivera silvestre'. No està normalment associada a regions àrides, només es troba al cim del Königstein.

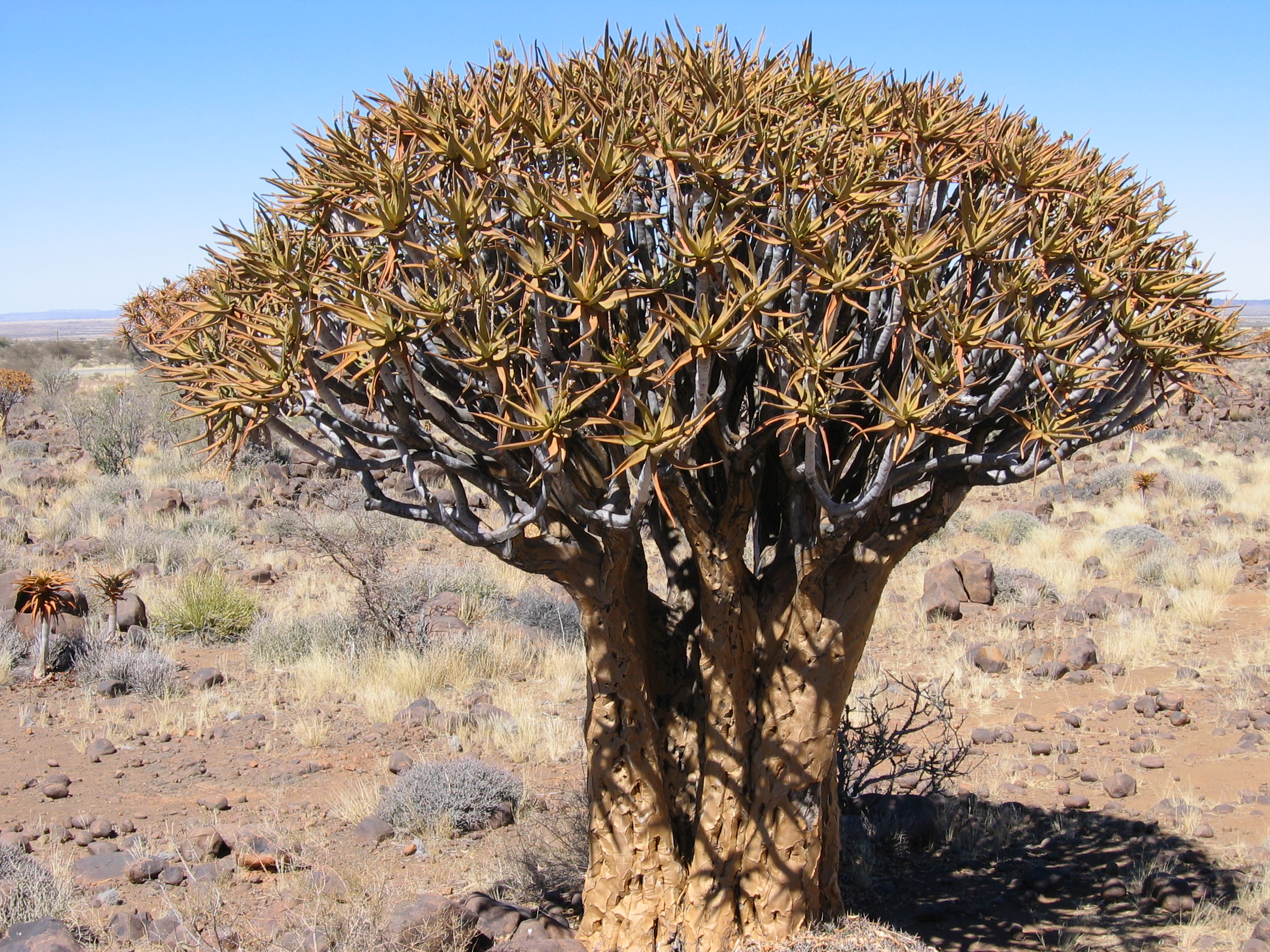
Aloe dichotoma, espècie típica de Namíbia
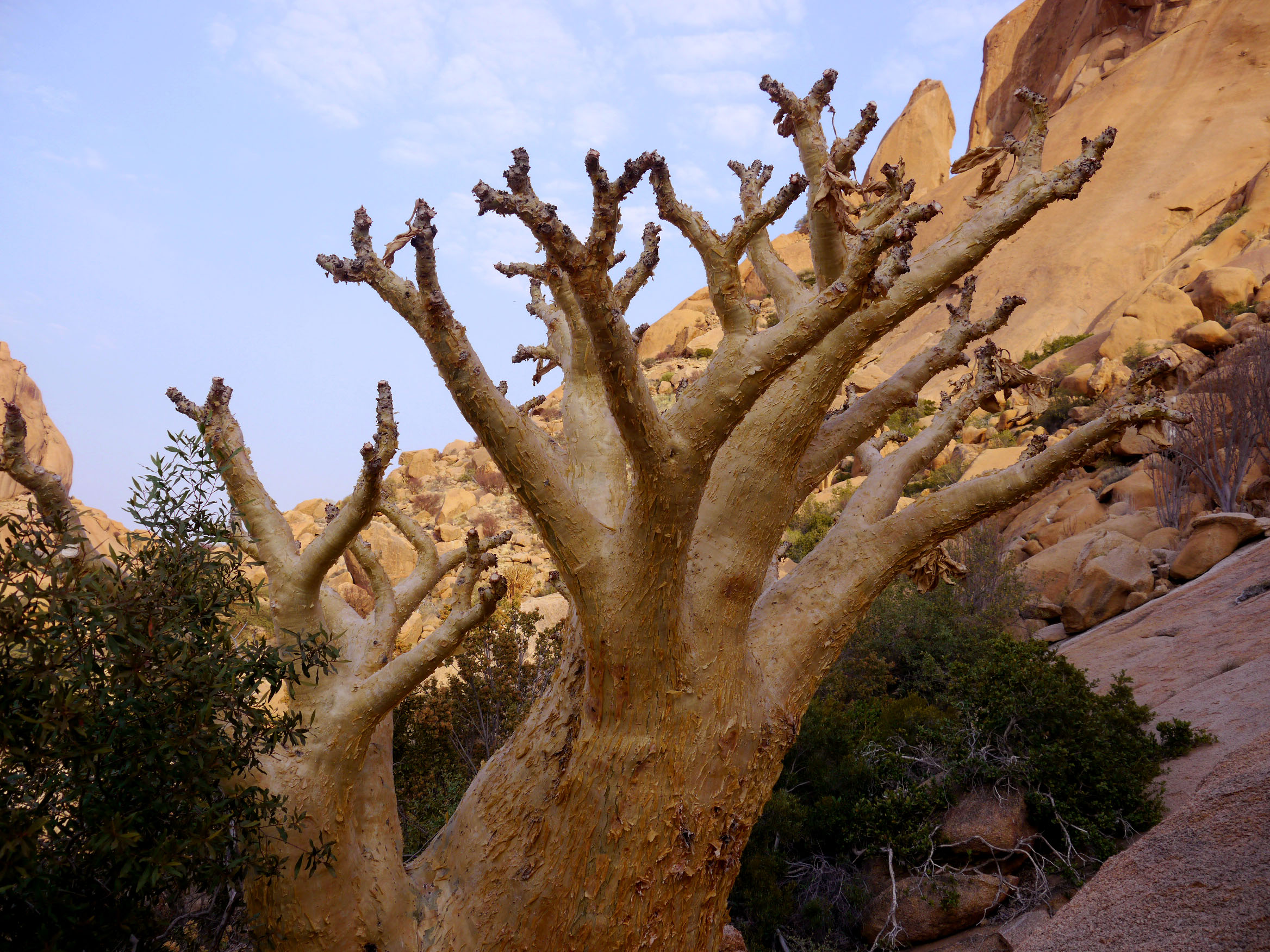
L'anomenat arbre de la mantega
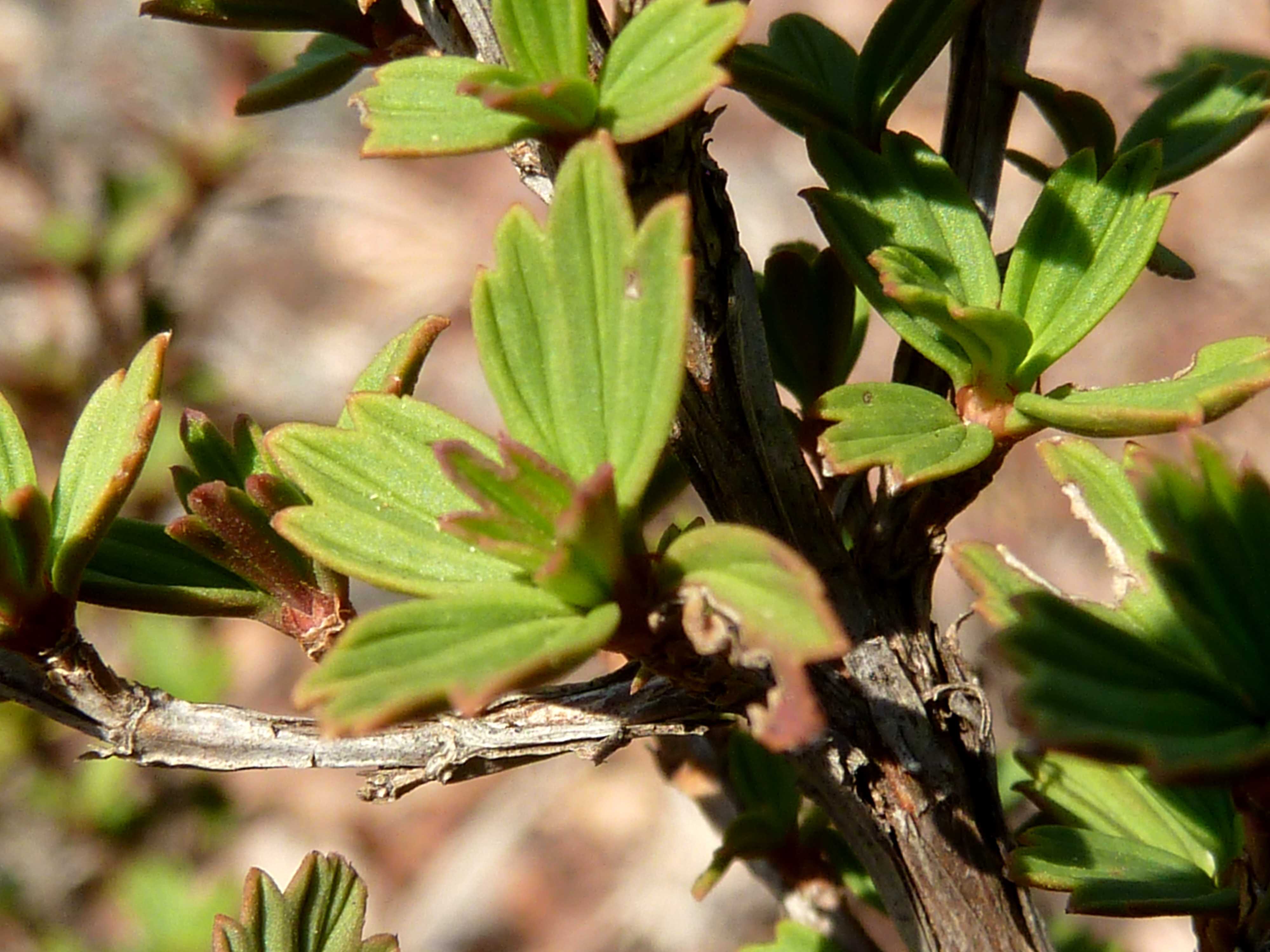
L'anomenat árbust de la resurrecció

Espècies endèmiques de Brandberg
- Euphorbia monteiroi subsp. brandbergensis és una espècie tòxica suculenta vascular que es troba a les parts més altes. Ocasionalment brostejada suposadament per damans (rock hyraxes)
- Plumbago wissii posseeix flors rosades.
- Hermannia merxmuelleri era anteriorment coneguda només a la vall de Tsisab, i és poc freqüent en el gènere per tenir una càpsula amb cresta semblant a les espècies americanesHermannia i Hermannia cristata visible a partir de les pluges d'estiu a la regió.[4]
- Othonna brandbergensis descoberta per B. Nordenstam el 29 de maig de 1963.
- Hoodia montana
- Mentha wissii
- Ruellia brandbergensis
- Felicia gunellii
- Nidorella nordenstamii
- Pentzia tomentosa
- Scirpus aciformis
- Scirpus hystricoides
- Adromischus schuldtianus subsp. brandergensis

## Patrimoni de la Humanitat
L'àrea del Monument Nacional Brandberg va ser incorporada a la llista indicativa del Patrimoni de la Humanitat d'UNESCO, el 3 d'octubre de 2002 en la categoria mixta (cultural i natural).